# Fórum (együttes)
A Fórum egy bajai együttes.

## Története
1981 őszén a győri amatőr pop-jazz-rock napokon ők keltették a legnagyobb feltűnést, az addig ismeretlen ska zenével. A Fórum a bosnyák Bijelo dugme zenei, színpadi világát importálta, és a korábbi hard rock után nemcsak a zenében, hanem a megjelenésben is újhullámosra vették a figurát. Könnyed tempójú, sajátos, délszláv népzenei elemeket is ötvöző reggae-ska zenéjükkel kétségtelenül új színt hoztak a fakuló rockpalettára. Szerepeltek a Pulzus és a Rock-reflektor tv-műsorokban is. Két daluk (Mikor még volt, Csak az a biztos) kislemezen is megjelent, de az első hónapok sikerei után, bár volt nagylemez ajánlatuk, feloszlottak. 1982-ben Mambo Combo néven kísérték Komár Lászlót. Zenéjüket a GM49-hez lehetne hasonlítani. 1994-ben sikeres nosztalgia fellépést adtak a "BAJÁLIS 94" rendezvényen.
2010. július 9-én az együttes újra összeállt egy emlékkoncertre az elhunyt Jaszenovics Ivánra emlékezve.

## Diszkográfia
- Mikor még volt súlya a szónak / Csak az a biztos ha tele a has – SP 1981[2]

## Tagok
- Gay Tamás - billentyű, ének
- Mészáros Zsolt - gitár
- Andrasics István - dob
- Jaszenovics Iván - basszusgitár